# Colm Burke

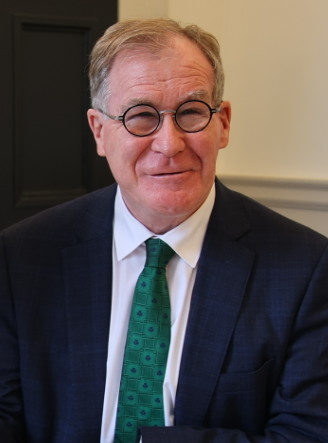
Colm Burke (2024)

Colm Burke (irisch Colm de Búrca; * 17. Januar 1957 in Cork) ist ein irischer Politiker und ehemaliges Mitglied des Europäischen Parlaments für den Wahlbezirk Südirland für Fine Gael, als Mitglied der Fraktion der Europäischen Volkspartei und Europäischer Demokraten.
Burke wuchs in Dripsey im County Cork auf. Er besuchte das University College Cork und erhielt dort 1978 seinen Abschluss in Zivilrecht. 1982 erfolgte seine Zulassung als Anwalt und er wurde Mitglied der irischen Anwaltskammer. In der folgenden Zeit war Burke in Cork in seiner eigenen Anwaltskanzlei Colm Burke and Co. bis 2007 als Anwalt tätig.
Seine politische Karriere begann als Mitglied der Jugendorganisation von Fine Gael, der 1977 gegründeten Young Fine Gael. 1978 wurde er Mitglied des im selben Jahr gegründeten Vorstandes der Young Fine Gael. Des Weiteren war Burke 1980 bis 1981 Vorsitzender der Jugendorganisation und 1981 bis 1982 Mitglied des Landesvorstands von Fine Gael. 1982 legte er sein Amt als Mitglied des Vorstandes der Young Fine Gael nieder.
Zwischen Mai 1995 und Juni 2007 war Burke Mitglied des Stadtrats von Cork. Während dieser Zeit war er von Juli 2003 bis Juni 2004 Oberbürgermeister von Cork. Juni 2007 ersetzte Burke den Europaabgeordneten Simon Coveney, der sein Mandat im Europäischen Parlament aufgeben musste, da er ebenfalls Abgeordneter im irischen Parlament war und ein doppeltes Mandat nicht mehr gestattet war. Bei den Europawahlen 2009 konnte Burke sein Mandat nicht verteidigen.
2011 wurde er in den Seanad Éireann gewählt und blieb dort bis 2020. Im November 2019 hatte er bei einer Nachwahl noch erfolglos versucht, einen Sitz im Dáil Éireann für seinen Wahlkreis Cork North-Central zu erringen. Bei den Wahlen 2020 und 2024 war er jeweils erfolgreich.